# Llista de municipis d'Almeria

Mapa de la província d'Almeria

Llista de municipis de la província d'Almeria, Espanya.
Informació actualitzada per un bot. Els canvis manuals es perdran quan s'actualitzi!
| Escut | Municipi                | Comarca | Població | Superfície km² | Densitat | Altitud | Codi postal | Codi territorial | Dades a Wikidata              |
| ----- | ----------------------- | ------- | -------- | -------------- | -------- | ------- | ----------- | ---------------- | ----------------------------- |
|       | Abla                    |         | 1.272    | 45,2           | 28,12    | 861     |             |                  | Modifica les dades a Wikidata |
|       | Abrucena                |         | 1.235    | 83             | 14,88    | 978     |             |                  | Modifica les dades a Wikidata |
|       | Adra                    |         | 25.515   | 90,1           | 283,34   | 20      |             |                  | Modifica les dades a Wikidata |
|       | Albanchez               |         | 682      | 35             | 19,49    | 465     |             |                  | Modifica les dades a Wikidata |
|       | Alboloduy               |         | 585      | 70             | 8,36     | 377     |             |                  | Modifica les dades a Wikidata |
|       | Albox                   |         | 12.408   | 168            | 73,86    | 420     |             |                  | Modifica les dades a Wikidata |
|       | Alcolea                 |         | 829      | 67             | 12,37    | 736     |             |                  | Modifica les dades a Wikidata |
|       | Alcudia de Monteagud    |         | 128      | 15             | 8,53     | 1.010   |             |                  | Modifica les dades a Wikidata |
|       | Alcóntar                |         | 557      | 94             | 5,93     | 959     |             |                  | Modifica les dades a Wikidata |
|       | Alhabia                 |         | 725      | 16             | 45,31    | 295     |             |                  | Modifica les dades a Wikidata |
|       | Alhama de Almeria       |         | 3.878    | 26             | 149,15   | 520     |             |                  | Modifica les dades a Wikidata |
|       | Alicún                  |         | 215      | 6              | 35,83    | 420     |             |                  | Modifica les dades a Wikidata |
|       | Almeria                 |         | 202.675  | 296.216.940    | 0        | 20      |             |                  | Modifica les dades a Wikidata |
|       | Almócita                |         | 210      | 30             | 7        | 835     |             |                  | Modifica les dades a Wikidata |
|       | Alsodux                 |         | 138      | 20             | 6,9      | 310     |             |                  | Modifica les dades a Wikidata |
|       | Antas                   |         | 3.450    | 100            | 34,5     | 108     |             |                  | Modifica les dades a Wikidata |
|       | Arboleas                |         | 4.319    | 25,1           | 172,07   | 278     |             |                  | Modifica les dades a Wikidata |
|       | Armuña de Almanzora     |         | 331      | 8              | 41,38    | 624     |             |                  | Modifica les dades a Wikidata |
|       | Bacares                 |         | 239      | 95             | 2,52     | 1.206   |             |                  | Modifica les dades a Wikidata |
|       | Balanegra               |         | 3.016    |                |          |         |             |                  | Modifica les dades a Wikidata |
|       | Bayarque                |         | 224      | 27             | 8,3      | 817     |             |                  | Modifica les dades a Wikidata |
|       | Bayárcal                |         | 296      | 37             | 8        | 1.258   |             |                  | Modifica les dades a Wikidata |
|       | Beires                  |         | 148      | 39             | 3,79     | 909     |             |                  | Modifica les dades a Wikidata |
|       | Benahadux               |         | 4.808    | 16,6           | 289,29   | 113     |             |                  | Modifica les dades a Wikidata |
|       | Benitagla               |         | 60       | 7              | 8,57     | 950     |             |                  | Modifica les dades a Wikidata |
|       | Benizalón               |         | 252      | 32             | 7,88     | 936     |             |                  | Modifica les dades a Wikidata |
|       | Bentarique              |         | 227      | 11             | 20,64    | 324     |             |                  | Modifica les dades a Wikidata |
|       | Berja                   |         | 12.939   | 218            | 59,35    | 335     |             |                  | Modifica les dades a Wikidata |
|       | Bédar                   |         | 976      | 17,8           | 54,83    | 404     |             |                  | Modifica les dades a Wikidata |
|       | Canjáyar                |         | 1.134    | 67             | 16,93    | 618     |             |                  | Modifica les dades a Wikidata |
|       | Cantoria                |         | 3.569    | 79             | 45,18    | 382     |             |                  | Modifica les dades a Wikidata |
|       | Carboneras              |         | 8.441    | 95,5           | 88,42    | 10      |             |                  | Modifica les dades a Wikidata |
|       | Castro de Filabres      |         | 101      | 29             | 3,48     | 960     |             |                  | Modifica les dades a Wikidata |
|       | Chercos                 |         | 303      | 14             | 21,64    | 805     |             |                  | Modifica les dades a Wikidata |
|       | Chirivel                |         | 1.567    | 197            | 7,95     | 1.034   |             |                  | Modifica les dades a Wikidata |
|       | Cuevas del Almanzora    |         | 15.246   | 263,8          | 57,8     | 88      |             |                  | Modifica les dades a Wikidata |
|       | Cóbdar                  |         | 190      | 32             | 5,94     | 605     |             |                  | Modifica les dades a Wikidata |
|       | Dalías                  |         | 4.169    | 140            | 29,78    | 411     |             |                  | Modifica les dades a Wikidata |
|       | El Ejido                |         | 90.135   | 227            | 397,07   | 80      |             |                  | Modifica les dades a Wikidata |
|       | Enix                    |         | 598      | 67             | 8,93     | 723     |             |                  | Modifica les dades a Wikidata |
|       | Felix                   |         | 770      | 81             | 9,51     | 815     |             |                  | Modifica les dades a Wikidata |
|       | Fines                   |         | 2.286    | 23             | 99,39    | 456     |             |                  | Modifica les dades a Wikidata |
|       | Fiñana                  |         | 1.984    | 135            | 14,7     | 950     |             |                  | Modifica les dades a Wikidata |
|       | Fondón                  |         | 1.133    | 92             | 12,32    | 846     |             |                  | Modifica les dades a Wikidata |
|       | Garrucha                |         | 10.603   | 8              | 1.325,38 | 24      |             |                  | Modifica les dades a Wikidata |
|       | Gádor                   |         | 3.067    | 88             | 34,85    | 173     |             |                  | Modifica les dades a Wikidata |
|       | Gérgal                  |         | 1.191    | 228            | 5,22     | 763     |             |                  | Modifica les dades a Wikidata |
|       | Huécija                 |         | 537      | 19             | 28,26    | 410     |             |                  | Modifica les dades a Wikidata |
|       | Huércal de Almería      |         | 18.584   | 21             | 884,95   | 94      |             |                  | Modifica les dades a Wikidata |
|       | Huércal-Overa           |         | 20.609   | 318            | 64,81    | 280     |             |                  | Modifica les dades a Wikidata |
|       | Íllar                   |         | 460      | 19             | 24,21    | 425     |             |                  | Modifica les dades a Wikidata |
|       | Instinción              |         | 498      | 33             | 15,09    | 431     |             |                  | Modifica les dades a Wikidata |
|       | La Mojonera             |         | 8.677    | 24             | 361,54   | 40      |             |                  | Modifica les dades a Wikidata |
|       | Laroya                  |         | 209      | 21             | 9,95     | 860     |             |                  | Modifica les dades a Wikidata |
|       | Las Tres Villas         |         | 574      | 85             | 6,75     | 688     |             |                  | Modifica les dades a Wikidata |
|       | Laujar de Andarax       |         | 1.658    | 92             | 18,02    | 918     |             |                  | Modifica les dades a Wikidata |
|       | Líjar                   |         | 393      | 28             | 14,04    | 612     |             |                  | Modifica les dades a Wikidata |
|       | Los Gallardos           |         | 3.071    | 35             | 87,74    | 132     |             |                  | Modifica les dades a Wikidata |
|       | Lubrín                  |         | 1.428    | 138            | 10,35    | 510     |             |                  | Modifica les dades a Wikidata |
|       | Lucainena de las Torres |         | 714      | 123            | 5,8      | 542     |             |                  | Modifica les dades a Wikidata |
|       | Lúcar                   |         | 825      | 95             | 8,68     | 895     |             |                  | Modifica les dades a Wikidata |
|       | Macael                  |         | 5.428    | 44             | 123,36   | 554     |             |                  | Modifica les dades a Wikidata |
|       | María                   |         | 1.195    | 225            | 5,31     | 1.194   |             |                  | Modifica les dades a Wikidata |
|       | Mojácar                 |         | 7.517    | 72             | 104,4    | 152     |             |                  | Modifica les dades a Wikidata |
|       | Nacimiento              |         | 501      | 81             | 6,19     | 809     |             |                  | Modifica les dades a Wikidata |
|       | Níjar                   |         | 33.076   | 601            | 55,03    | 356     |             |                  | Modifica les dades a Wikidata |
|       | Ohanes                  |         | 547      | 32             | 17,09    | 958     |             |                  | Modifica les dades a Wikidata |
|       | Olula de Castro         |         | 181      | 34             | 5,32     | 1.010   |             |                  | Modifica les dades a Wikidata |
|       | Olula del Río           |         | 6.429    | 23             | 279,52   | 482     |             |                  | Modifica les dades a Wikidata |
|       | Oria                    |         | 2.199    | 235            | 9,36     | 1.025   |             |                  | Modifica les dades a Wikidata |
|       | Padules                 |         | 440      | 27             | 16,3     | 754     |             |                  | Modifica les dades a Wikidata |
|       | Partaloa                |         | 875      | 53             | 16,51    | 544     |             |                  | Modifica les dades a Wikidata |
|       | Paterna del Río         |         | 396      | 45             | 8,8      | 1.193   |             |                  | Modifica les dades a Wikidata |
|       | Pechina                 |         | 4.463    | 46             | 97,02    | 98      |             |                  | Modifica les dades a Wikidata |
|       | Pulpí                   |         | 11.906   | 96             | 124,02   | 197     |             |                  | Modifica les dades a Wikidata |
|       | Purchena                |         | 1.533    | 54,5           | 28,13    | 555     |             |                  | Modifica les dades a Wikidata |
|       | Rioja                   |         | 1.589    | 36             | 44,14    | 122     |             |                  | Modifica les dades a Wikidata |
|       | Roquetas de Mar         |         | 109.204  | 60             | 1.820,07 | 10      |             |                  | Modifica les dades a Wikidata |
|       | Rágol                   |         | 298      | 27             | 11,04    | 425     |             |                  | Modifica les dades a Wikidata |
|       | Santa Cruz de Marchena  |         | 245      | 20             | 12,25    | 325     |             |                  | Modifica les dades a Wikidata |
|       | Santa Fe de Mondújar    |         | 494      | 35             | 14,11    | 233     |             |                  | Modifica les dades a Wikidata |
|       | Senés                   |         | 278      | 50             | 5,56     | 995     |             |                  | Modifica les dades a Wikidata |
|       | Serón                   |         | 2.133    | 167            | 12,77    | 822     |             |                  | Modifica les dades a Wikidata |
|       | Sierro                  |         | 376      | 28             | 13,43    | 755     |             |                  | Modifica les dades a Wikidata |
|       | Somontín                |         | 524      | 19             | 27,58    | 830     |             |                  | Modifica les dades a Wikidata |
|       | Sorbas                  |         | 2.525    | 249            | 10,14    | 409     |             |                  | Modifica les dades a Wikidata |
|       | Suflí                   |         | 231      | 10             | 23,1     | 634     |             |                  | Modifica les dades a Wikidata |
|       | Tabernas                |         | 4.097    | 281            | 14,58    | 404     |             |                  | Modifica les dades a Wikidata |
|       | Taberno                 |         | 962      | 44             | 21,86    | 704     |             |                  | Modifica les dades a Wikidata |
|       | Tahal                   |         | 375      | 95             | 3,95     | 1.010   |             |                  | Modifica les dades a Wikidata |
|       | Terque                  |         | 384      | 16             | 24       | 300     |             |                  | Modifica les dades a Wikidata |
|       | Tíjola                  |         | 3.549    | 70             | 50,7     | 693     |             |                  | Modifica les dades a Wikidata |
|       | Turre                   |         | 4.209    | 108            | 38,97    | 53      |             |                  | Modifica les dades a Wikidata |
|       | Turrillas               |         | 268      | 39             | 6,87     | 847     |             |                  | Modifica les dades a Wikidata |
|       | Uleila del Campo        |         | 816      | 39             | 20,92    | 640     |             |                  | Modifica les dades a Wikidata |
|       | Urrácal                 |         | 350      | 25             | 14       | 744     |             |                  | Modifica les dades a Wikidata |
|       | Velefique               |         | 246      | 65             | 3,78     | 930     |             |                  | Modifica les dades a Wikidata |
|       | Vera                    |         | 19.488   | 58             | 336      | 95      |             |                  | Modifica les dades a Wikidata |
|       | Viator                  |         | 6.271    | 21             | 298,62   | 95      |             |                  | Modifica les dades a Wikidata |
|       | Vícar                   |         | 28.835   | 64             | 450,55   | 288     |             |                  | Modifica les dades a Wikidata |
|       | Vélez-Blanco            |         | 1.933    | 441            | 4,38     | 1.070   |             |                  | Modifica les dades a Wikidata |
|       | Vélez-Rubio             |         | 6.613    | 282            | 23,45    | 838     |             |                  | Modifica les dades a Wikidata |
|       | Zurgena                 |         | 2.990    | 72             | 41,53    | 248     |             |                  | Modifica les dades a Wikidata |